# Mylabris ajantaensis
Mylabris ajantaensis là một loài bọ cánh cứng trong họ Meloidae. Loài này được Saha miêu tả khoa học năm 1979.